# Мартынов, Фёдор Яковлевич
Фёдор Яковлевич Мартынов (1 марта 1893 — 6 ноября 1944) — начальник Центророзыска УССР, кавалер ордена Боевого Красного Знамени (1923).

## Биография
Член РКП(б) с 1918, работал в московском штабе Красной гвардии. С того же года разведчик боевого отряда ВЧК, затем с 1919 руководитель группы при МЧК (московской чрезвычайной комиссии) по борьбе с бандитизмом. В первой половине 1920-х возглавлял особую группу ОГПУ по борьбе с бандитизмом в УССР и БССР. Руководил специальной группой чекистов по ликвидации анархо-террористического подполья в Самаре. С 1924 начальник киевского губернского розыска и Центророзыска УССР, затем заместитель начальника бандотделения оперативного отдела ОГПУ. С января 1925 начальник отделения экономического управления ОГПУ, но уже в следующем месяце уволился и поступил на работу в московский комитет РКП(б). Умер в Москве в 1944. Кроме ордена, награждён также именным маузером и золотыми часами.

### Семья
- Жена — Александра Михайловна Мартынова (урожд. Мамонтова; 6 мая 1912 — 5 октября 1964)
- Сестра — Агриппина Яковлевна Мартынова (1905—1990)
- Дочь — Нина Фёдоровна Мартынова (23 октября 1934 — 2 октября 2017)
- Сын  — Алексей Фёдорович Мартынов (19 декабря 1936—1994)